# Z33
 (mars 2022).
Si vous disposez d'ouvrages ou d'articles de référence ou si vous connaissez des sites web de qualité traitant du thème abordé ici, merci de compléter l'article en donnant les références utiles à sa vérifiabilité et en les liant à la section « Notes et références ».
Z33 est une institution artistique située à Hasselt, en Belgique.

## Histoire

### Béguinage de Hasselt
Le nom Z33 signifie Zuivelmarkt 33, l’adresse du béguinage de Hasselt. Depuis 1938, le béguinage occupe une fonction culturelle avec l’ancien Musée provincial et le Centre des arts pluridisciplinaires-Béguinage. En 1996, ces institutions fusionnent pour former le Centre provincial des arts visuels. 

### Création de la Maison d'art contemporain
En 2002, Z33, la Maison d’art contemporain, est créée. Dès lors, le centre d'art réunit l'art contemporain et le design dans des projets thématiques, avec des présentations dans les maisons du béguinage et dans le bâtiment d'exposition moderniste Vleugel 58. En tant qu'institution artistique sans collection permanente, la maison présente des expositions d'art contemporain et de design. 
Depuis 2006, les activités de Z33 bénéficient du soutien structurel de la Communauté flamande dans le cadre du Décret sur les arts. Les ressources de la Communauté flamande permettent un fonctionnement artistique et public supralocal. Z33 reçoit annuellement environ 30 000 visiteurs.
En outre, le travail artistique participe souvent à des plateformes et des biennales internationales. Outre la présentation régulière de ses travaux lors du Milan Design Week, en 2012, Z33 amène la biennale Manifesta 9 en Flandre. 
En juillet 2018, Z33 subit une transformation. À la suite de la réforme interne du gouvernement flamand, la province du Limbourg n'est plus responsable en matière de culture. Z33 devient une organisation indépendante sans but lucratif avec son propre personnel, qui est désormais également responsable des anciennes tâches provinciales. En outre, la maison assume les tâches de quatre organisations plus petites : Cultuurplatform Design, vzw Kunst in Open Ruimte, Platform Kunst in Limburg et vzw KOPIJ.

### Nouveau bâtiment

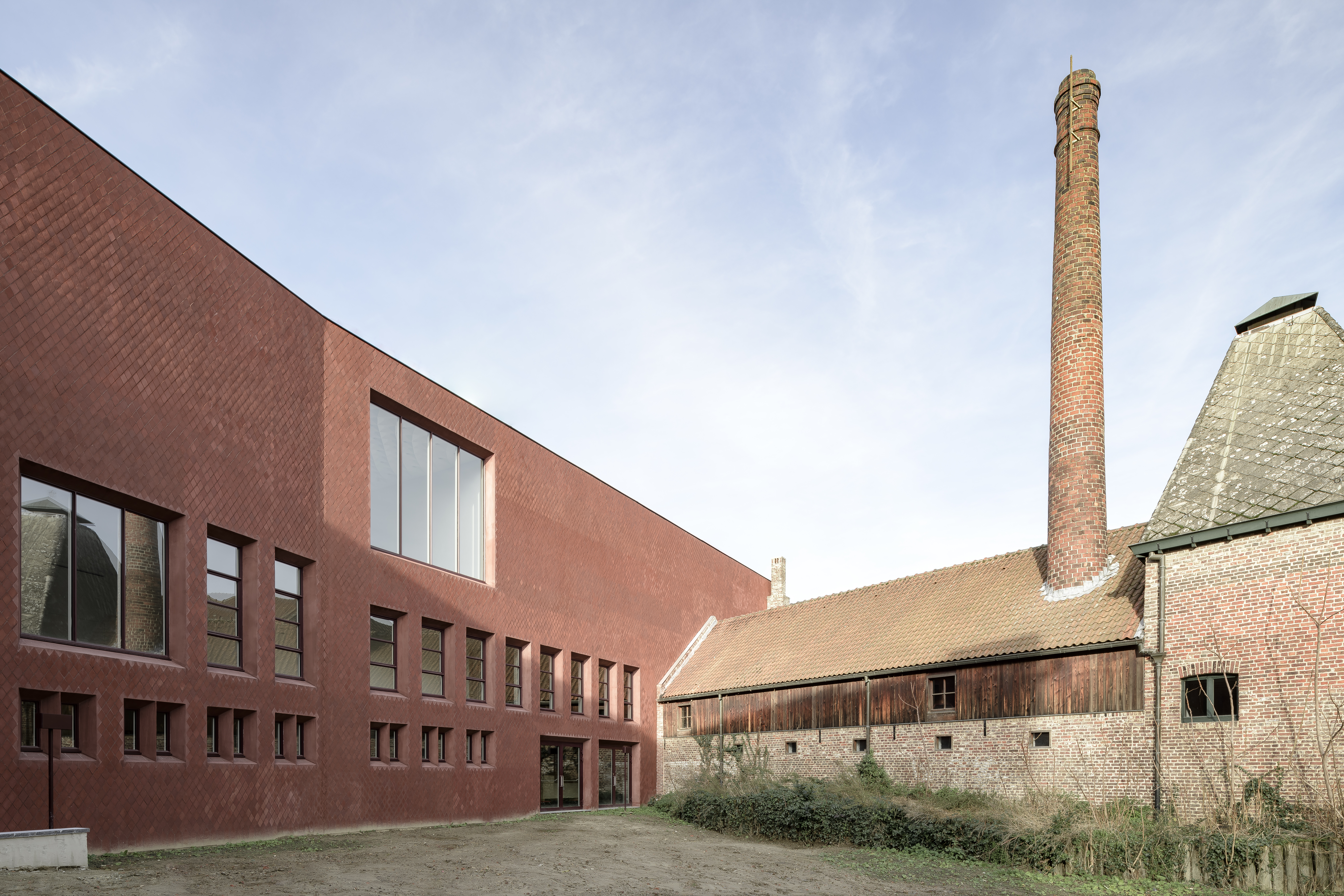
Vue sur la façade donnant sur le béguinage. Photo par Olmo Peeters

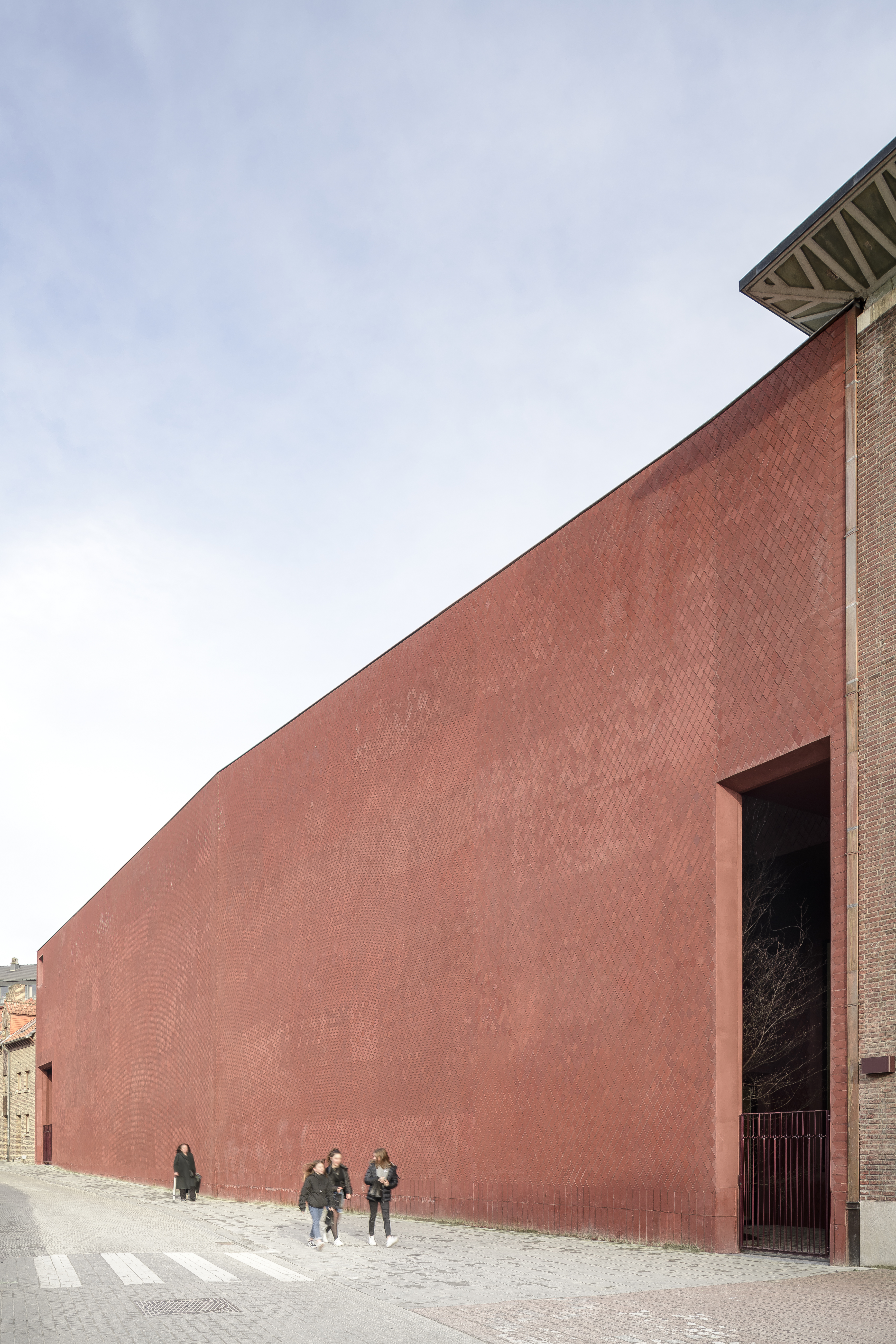
Hasselt, Z33, Maison d'Art contemporaine, Design et Architecture. Vue sur la façade du Bonnefantenstraat. Photo par Olmo Peeters

En janvier 2020, avec l'arrivée de la nouvelle directrice artistique Adinda Van Geystelen, Z33 déménage du béguinage à la Bonnefantenstraat 1, où un bâtiment d'exposition de 4 600 m2 se divise en deux espaces, Vleugel 58 et Vleugel 1.
Avec Vleugel 19, la nouvelle aile d'exposition conçue par l'architecte italienne Francesca Torzo, le bâtiment remporte le prix Piranesi (2018), le prix d'architecture italien (2020), le prix Moira Gemill d'architecture émergente (2020) et il est nommé pour la première sélection du prix Mies van der Rohe 2022. En raison de la crise sanitaire de la Covid-19, le nouveau programme Z33 ne commence que le 21 mai 2020.

## Architecture
Z33 est installé dans l'ancien béguinage de Hasselt. En 2020, le bâtiment préexistant est rénové, suivi par la construction d’une nouvelle aile d'exposition le long de la Bonnefantenstraat, Vleugel 19, conçue par l'architecte Francesca Torzo. L'extérieur en briques en forme de losange s'accorde avec l'architecture en briques du bâtiment d'exposition existant, Vleugel 58, de l'architecte Gustaaf Daniëls, et du béguinage adjacent. Dans le nouveau design, le centre est accessible par la Bonnefantenstraat et donne sur le jardin du béguinage réaménagé. 
L'intérieur se compose d'un ensemble d'espaces qui deviennent rouge clair à la lumière du soleil. La pente des murs à l'entrée est de 58 degrés, en référence à l’aile préexistante appelée Vleugel 58. La forme des salles fait varier les espaces d'exposition : une salle n'est pas exposée à la lumière du jour, une autre est haute et étroite, et encore une autre grande et large, avec une vue sur le jardin.

## Liste des expositions
Deux fois par an, la galerie renouvelle ses expositions temporaires, en présentant les œuvres d'artistes comme :
- Kris Verdonck (2011)[3]
- Mind The System, Find The Gap (2012)[4]
- Space Odyssey 2.0 (2013)[5]
- Konstantin Gric (2015)[6]
- Palms, Palms, Palms (2021)[7]
- Le Déracinement (2021)[8],[9]
- In the Eye of the Storm (2022)[10]
- Mae-ling Lokko (2022)[11]